# Garage (film, 2007)
Pour les articles homonymes, voir Garage (homonymie) et Garage.
Pour plus de détails, voir Fiche technique et Distribution.
Garage est un film irlandais réalisé par Lenny Abrahamson en 2007.

## Synopsis
Il raconte l'histoire de Josie, un homme tranquille et renfermé qui gère une station-service à la périphérie d'une ville irlandaise et de son amitié avec un lycéen, bien plus jeune que lui, mais qu'il ressent comme étant du même âge.

## Distribution
- Pat Shortt : Josie
- John Keogh : Mr. Gallagher
- Anne-Marie Duff : Carmel
- Conor J. Ryan : David
- Tommy Fitzgerald : Declan

## Fiche technique
Sauf indication contraire, les informations mentionnées dans cette section peuvent être confirmées par la base de données cinématographiques IMDb,  présente dans la section « Liens externes ».
- Titre : Garage
- Réalisation : Lenny Abrahamson
- Scénario : Mark O'Halloran
- Décors : Padraig O'Neill
- Directeur artistique : Michael Moynihan
- Costumes : Sonya Lennon
- Photographie : Peter Robertson
- Montage : Isobel Stepheson
- Musique : Stephen Rennicks
- Production : Ed Guiney
- Sociétés de production : Element Pictures
- Sociétés de distribution : Element Pictures, Soda Pictures
- Pays de production : Irlande
- Langue originale : anglais
- Format : couleurs — 2,35:1 — 35 mm
- Genre : Comédie dramatique
- Durée : 85 minutes
- Budget :
- Dates de sortie :
  - France : 19 mai 2007 (Première mondiale au Festival de Cannes)
  - Irlande : 5 octobre 2007
  - France : 9 janvier 2008

## Réception

### Nominations
Le film a été en compétition pour le prix du Meilleur film aux festivals de Londres, de Turin, de Toronto, de São Paulo et de Busan. Il est sélectionné à La Quinzaine des réalisateurs au Festival de Cannes.